# 建設コンサルタント
建設コンサルタント（けんせつコンサルタント、construction consultant）とは、建設技術を中心とした開発・防災・環境保護等に関して、計画・調査・設計・監理業務を中心に、日本では国土交通省の建設コンサルタント登録規定に基づき国土交通省に登録された官公庁および民間企業を顧客としてコンサルティングを行う業者（場合によっては個人）をいう。

## 概要
建設コンサルタントは建設業法による建設業のような法的な定めは、業法ではなく、公共工事の前払金保証事業に関する法律にあり、「土木建築に関する工事の請負を業とする者又は土木建築に関する工事の設計若しくは監理若しくは土木建築に関する調査、企画、立案若しくは助言を行うことの請負若しくは受託を業とする者」と定義されている。
職業としては、事業所統計などではサービス業に分類される。
日本標準産業分類（平成19 年11 月改定）によれば、学術研究, 専門・技術サービス業＞技術サービス＞土木建築サービス業に分類されており、同分類には設計監督業、建物設計製図業、地方公共団体工事事務所がある。
土木建築関連のサービス業とは大きく建築設計業、測量業、その他の土木建築サービス業に大別される。
なお建築設計業は、「建築設計、設計監督などの土木・建築に関する専門的なサービスを行う事業所をいう」とし、実際の業務として設計監理業、建物設計製図業、建設コンサルタント業が例示されている。これには構造計算の民間確認検査機関も含まれる。
測量業は「基準点測量、地図を作成するための測量、土木測量、河川測量、境界測量などの専門的なサービスを行う事業所をいう」としている。その他の土木建築サービス業は「他に分類されない土木建築サービスを行う事業所をいう」とし、具体には地質調査業、試錐業が挙げられている。
地方自治体で規定する建設コンサルタント業務等とは、「地質調査業務」、「測量業務」、「土木関係建設コンサルタント業務」、「建築関係建設コンサルタント業務（建築設計業務）」及び「補償関係コンサルタント業務」の5業務を指す。
国土交通省の規定に基づく登録制度では、いずれの業種でも一定の資格保有者などの条件がある。建設コンサルタントと地質調査業については、規定による登録制度上では登録の義務というものはないが、実質的には公共機関は当然のことながら登録業者にしか発注できない。小規模で他方からの受注（協力業者というが、大半は下請け的なもの）だけを行う建設コンサルタントなどでは、資格保有者がおらず登録もしていない、ということもある。
建設コンサルタントについての、国土交通省告示による登録制度は次のとおりである。
登録部門は20部門で、技術士の第二次試験のうち建設部門や農林水産（農業部門、森林部門、水産部門）の各土木系部門などの建設に関係する科目に準拠している。事業の部門別では1.河川・砂防および海岸、2.港湾および空港、3.電力土木、4.道路、5.鉄道、6.上水道および工業用水道、7.下水道、8.農業土木、9.森林土木、10.水産土木、11.造園、12.都市計画および国土計画の12部門、さらに各事業部門に共通の横断的部門として、1.地質、2.土質および基礎、3.鋼構造およびコンクリート、4.トンネル、5.施工計画・施工設備および積算、6.建設環境、7.建設機械、8.電気・電子と8部門がある。あわせると20部門となる。
登録の要件としては、まず十分な財産的基礎と金銭的信用を有することを有していることが求められる。また、登録する部門ごとに技術士又は認定技術者を専任の技術管理者として置くことが求められる。当然のことながら受注業務を遂行するにあたっては、建築設計事務所で建築士が必要であるように、プロジェクトの担当者・監理技術者等に技術士などがつくことが必須とされる場合が多い。
受託先（発注先）の割合は、官公庁（地方自治体含む）が大半を占める。これまでは主に調査と設計業務が中心であったが、公共事業の削減PFI活用の社会背景から、管理運営業務なども受注遂行してゆくことも予想されている。
日本の建設コンサルタントの場合海外業務は、政府開発援助関連によるものが大半である。
関連団体として社団法人建設コンサルタンツ協会、世界規模では国際建設コンサルタント連盟（FIDIC）があり、FIDICには日本では日本技術士会ではなく、社団法人日本コンサルティングエンジニヤ協会 (AJCE) が加盟している。FIDICの約款などを適用する国際建設約款による工事執行では、国内の発注者(Owner) と請負者(Contractor)の甲乙の関係者に加えて、第三者の中立的立場として、コンサルティング会社が関与する。このとき建設工事は発注者と請負者が結ぶのに対し、コンサルティング会社のエンジニアは、発注者とコンサルタント契約を結び、発注者の代理人として請負者、発注者双方に大きな拘束力を持つ。このときの主なエンジニアの役割としては、建設工事の進捗に応じて、施工に関わる請負者の施工計画、図面の審査や承認を行い、品質管理、安全管理から、工事出来高の検収、証明、支払い証明の発行、工事の引渡し証明書の発行などがあり、このエンジニアの役割と権限は、契約に明記される。
建設に関する業務を行う建設コンサルタントには、建築コンサルタント、補償コンサルタント、都市計画コンサルタント、ランドスケープコンサルタント、まちづくりコンサルタント、マリンコンサルタント、環境コンサルタント、上下水道コンサルタント、廃棄物コンサルタント、地質コンサルタント、農業土木コンサルタントなどのように分野で特化したものも数多くある。
ちなみにおおよそであるが、官公庁が発注する業務は以下の通り。これらは、1）官公庁が発注する業務を受注するための、各種登録規定に定める登録業、または、2）事業を行うための許認可を得ている業種、の2種類である。もちろん、民間の業務はこれらに限定されるものではないため、必ずしも以下に示す業種に限定されるのではない。
- 建設コンサルタント業（おもに調査・計画解析業務を含めた土木設計業務等委託）
- 地質調査業（計画解析を伴う建設コンサルタントの地質部門・地質コンサルタントも含む）
- 計量証明事業
- 補償コンサルタント業
- 建設業（造園業を含む）
- 建築設計業務・建築士事務所（建築設計事務所）
- 公共測量業務・調査委託業務
- 保守点検・業務支援等

登録・許認可業種ではないが、上記の複合体として、シンクタンク（おもに政策・中長期計画などの立案や経済動向分析）、登録・許認可業種ではないが関連する事業を営むものに装置開発販売メーカーがいる。その際は装置・製品を購入し設置する形（購入据付）での物品購入　がある。

## 具体的な業務例
業務内容としては、施設の計画および設計、ならびに施設設置のための各種調査、に分かれている。

### 計画および設計
- 河川…総合水資源計画、総合治水計画、河川整備計画の策定、河川付属物の設計、多目的ダムの設計、国土保全防災整備、アセットマネージメント、ハザードマップ作成や防災情報システムの設計、氾濫解析と浸水想定、河川法に伴う申請手続き代行など
  - 顧客は地方整備局、都道府県土木部の河川関係部署、河川関連の特殊法人、水利権者など
- 砂防…砂防事業の計画、砂防施設計画、データ包括分析法（DEA）などを用いた事業実施計画の策定支援 土砂災害防止法に関する対応（基礎調査から土砂災害警戒区域等の指定設定など）、地すべり・急傾斜地・雪崩対策、施設設計など
  - 顧客は地方整備局、都道府県土木部の砂防関係部署など
- 道路・交通…総合交通計画の策定、ルート選定、交通量推定、道路設計、橋梁設計、トンネル設計、道路付属物の設計、駐車場の設計、高度道路交通システムの設計、新交通媒体導入検討、交通バリアフリー計画、大規模小売店舗立地に係る申請業務など
  - 顧客は地方整備局、都道府県土木部および市町村土木部の道路関係部署、都市開発事業者、大型店舗開発事業者など
- 鉄道…ルート選定、鉄道施設の設計、橋梁・トンネルなど土木系施設設計、鉄道電気設備・電車線路設備の調査・計画・設計・施工指導と各種試験、電気工事会社に対しての工事監理指導など
  - 顧客は鉄道・運輸機構、JRをはじめとする鉄道会社、政令指定都市の交通局など
- 港湾…埋立用地造成計画の策定、港湾施設の設計、漁港施設の設計、現状の実態調査および機能回復を図るための補償設計など
  - 顧客は地方整備局、都道府県土木部および市港湾局の港湾関係部署など
- 空港…空港施設の設計
  - 顧客は地方整備局の港湾関係部署など
- 都市…都市圏並びに地域地区の産業・経済・社会計画、地方自治体の総合計画・都市基本計画などの計画策定、広域土地利用計画、土用途地域案策定業務、土地区画整理事業等の計画策定及マネジメント業務、中心市街地活性化や密集市街地整備、開発行為の計画・申請・マスタープラン策定、市街地他各種再開発事業や各種システム（立体換地・再開発事業分析システム、汎用離散系シミュレータ、権利者総合データベース、土地利用システムなど）の開発、まちづくり交付金事業、既成市街地におけるまちづくり事業化計画策定、都市計画業務における住民参加型業務・参加型まちづくり事業、都市再生計画、立地適正化計画作成業務、オールドニュータウン再生計画、地域支援コンサルタント派遣、マンション建替支援PFI、エリアマネジメント事業評価、景観計画、都市計画施設・公園設計など
  - 顧客は都道府県土木部および市町村土木部の都市計画および公園緑地関係の部署、都道府県や市町村商工会、都市事業関連の特殊法人、不動産業並びに都市開発事業者など
- 上下水道…都市内の治水利水計画策定、上水道設計、下水道設計、水利使用許可申請書(更新)作成業務委託、届出設計業務委託、水道管網計算業務委託、危機管理マニュアル策定業務委託、既設管路の地震時被害想定業務委託、管路耐震化・更新計画作成業務委託、耐震診断における簡易診断（土木構造物、機械・電気設備）業務委託、下水道基本計画策定業務委託、下水道事業認可設計業務委託、下水道施設再構築設計業務委託、下水道施設のストックマネジメント・下水道アセットマネジメント、都市型水害洪水ハザードマップ作成、包括的民間委託の導入検討、民間活力導入支援（PPP,DB,DBO,PFI）、地方公営企業会計への移行支援業務、下水道BCP業務継続計画、汚水処理施設共同整備事業実施(MICS)、下水道維持管理業務の民間委託など
  - 顧客は市町村を中心とした上下水道運営管理者、開発事業者など
- 通信網…通信情報基盤整備、MMS携帯電話式全自動観測システム関連業務、GIS・交通管制施設などの施設管理手法開発、GIS等での防災点検データ管理システム・河川・砂防情報通信基盤・施設管理ネットワーク構築 
  - 顧客は地方自治体や通信その他の社会基盤施設運営管理者など
- 環境…資源循環広域システムの構築、環境基本計画の策定、環境教育、環境学習への取り組みサポート、生態系に配慮した環境計画の策定、汚損生物コンサルティング、バードストライク対策、土壌環境修復、水辺等の水質・底質の改善、環境リスクマネジメントなど
  - 顧客は国・地方自治体から法人・事業者など各種団体等
- 廃棄物…リサイクル計画の策定、廃棄物処理施設の設計、廃水処理施設の設計など
  - 顧客は市町村を中心とした廃棄物処理運営管理者など
- 新エネルギー開発…新エネルギービジョン策定、事業化可能性調査、風力発電施設機種選定及び環境調査、発電施設整備工事実施設計・監理業務、導入・安全に関する調査、発電ガイドライン策定、落雷対策策定調査、発電フィールドテスト事業（システム設計）、発電所および発電システム建設のための実施設計、施設施工監理など
  - 顧客は地方自治体やNEDOなどのエネルギー関連組織、民間法人など

### 調査
- 環境…道路・河川・都市開発関連の開発事業等に伴う環境影響評価および動植物の生態や生息状況などの生物調査、騒音振動大気汚染等の状況調査、濃度・振動加速度レベル・音圧レベル等計量証明事業、建築物飲料水水質検査業、建築物空気環境測定業、作業環境測定機関、ダイオキシン類の請負調査、土壌汚染対策法指定調査、厚生労働省登録水質検査など
- 地質・土質…事業実施箇所における地質調査、構造物設計における地盤調査など
- 地すべり…地すべり危険箇所における調査など
- 文化財…遺跡跡地踏査、遺跡発掘調査と出土品整理、文献調査など
- 土地…国土調査法に基づく地籍調査、地下埋設物調査、固定資産税各種調査と台帳作成、地理情報の調査とシステムの開発、販売など
- 道路交通…各種交通量調査・旅行調査、通行量調査と解析、パーソントリップ調査、交通に関わる社会実験・実証実験の効果計測や運営補助、位置情報ビッグデータの提供（販売代理や解析サービス）など
- 都市…社会構造・経済構造・都市構造等都市問題に関する研究や産業機能配置・都市構造に関する解析、効果的整備手法検討・住民等の取組の実態把握・防災街区整備事業などに関する各種調査業務、地域計画に関わるマスタープラン等の調査・研究、再開発などの事業及び制度に関する調査・研究や都市経営・社会施設経営に関するコンサルティング、諸施設のPFI事業化調査、海外における国土利用や住宅政策等の調査・研究

## 歴史
欧米では技術者コンサルタントの歴史は長く、その資格者の社会的評価が高い。米国では、Consulting Engineer、Professional Engineer、英国ではChartered Engineerなどの制度があった。建設コンサルタントが事業として初めて成立したのは、19世紀初頭の英国においてであり、産業革命に伴う大規模な社会資本整備にむけ設計から施工を担い利潤を得る建設会社とは別に、設計に関する高度な技術を持ち、施主に対して利益になるよう仕向け、建設会社との仲介的な技術者たちが活発な活動を始めることになる。コンサルタントという名称は、第二次大戦後のアメリカの医療分野で近代的な病院をつくるために、医学に加えて経営から設備までの幅広く総合的な知識やノウハウを持った人材が求められたことに始まったともされる。
建設コンサルタントが日本に誕生したのは実際には比較的新しい。制度等の起源は戦前までさかのぼる。戦前まで日本における生活基盤や産業基盤などの社会資本の整備は、一部を除いて基本的には行政によって直接実施されていて、省庁に所属する技官が社会資本の計画、立案、設計を行っていたが、当時から上級技術者が自ら建設請負業として開業するケースが出てきており、その背景として新しいインフラストラクチャーや建築物が日本各地に拡大、それに併行して土木と建築、また設計と施工の境界が次第に明瞭になり、建築、土木それぞれに設計・監理の専門家が成立してくる状況が挙げられる。
近代的な諸制度が未整備であった時期にこうした専門家を必要とした民間事業者の側からすれば、まず思いつく方法が彼らに技術顧問、つまりconsulting engineer or architectとして委嘱することであった。ここには「お雇い外国人」の招聘に倣う一面と、上級技術者の絶対数の不足により、当時から主として官業に本職を持つ専門技術者に嘱託で依願せざるを得ない状況とがあった。彼らへの報酬も外国人ほどでなくとも高額であったため、仕事毎に応じて嘱託雇用する方が経営面で合理的な場合も多かった。かたや技術者の側も、建設業務がプロジェクトごとに独立している限り、一つの職場にとどまることなく複数の職場を掛け持ちで渡り歩く、すなわち異動と移籍や兼業が常態化していた。
19世紀後半の欧米先進国ではすでに土木や建築設計(監理)事務所が独立し、いわゆるコンサルティングエンジニアが一般化していた。日本では土木より審美造形景観的デザイン性などが強く求められる建築分野において明治19(1886）年に辰野金吾が日本人として建築設計事務所を開設し軌道に乗せたのがその嚆矢とされる。
一方で土木分野は請負に進出していく。
これには太田六郎などが工学士として初めて乗り出すが、太田は明治13年に工部大学校土木学科を卒業。在学中に実地見習いで逢坂山隧道の掘削に従事し、卒業後は島根県土木課から明治27年に鉄道局三等技手として移籍した。翌年、日本鉄道に出向して、上野-高崎間工事を指導し、明治19年には鉄道局に戻って信越線工事に転じたが、当時、鉄道局に不満を抱く工学士が少なからずおり、太田もその一人であったらしく、おりしも大倉組が呉や佐世保の軍港設営を藤田組と共同受注した際に土木工学士を傭聘したのに応じて移籍。翌20年、関西鉄道に出向し一年足らず所属。明治22年まで大倉組に勤め．その後実弟である中野欽九郎と東京・芝で自ら土木請負を開業した。太田は相当な大工事の請負をも成功させたが、それに続く試みではかばかしい実績を上げたものは数少ない。
他方、上級土木技術者がより鮮明に、組織的なカラーを打ち出した民間業に南清と村上享一による鉄道工務所などがある。 南は工部大学校の第一期卒業生でイギリスへの留学を終えて帰国後工部省御用係となり、明治23（1890)年、山陽鉄道に招聘されて技師長兼技術謀長を務めたが、明治25年、筑豊興業鉄道から技師長を委嘱された際、山陽鉄道にいた村上享一を筑豊興業鉄道の建築課長として推挙。一方の村上は明治21年帝国大学工科大学卒で卒業と同時に山陽鉄道に入社し、ここで南の指導を受けていた。明治19年、南は筑豊鉄道技師長兼速輸課長となっていた村上を誘い、大阪で鉄道工務所を設立した。その業務内容は鉄道および土木に関する測量、設計、工事監督、外国品注文、運輸上の商議等、つまりはビジネス・インフラの一括建設請負であった。こうした組織の意義について、南と村上は鉄道建設を例にとって見解を示している。従来、線路の選定、測量、設計、工事監督に至るまですべて事業者が施行しているがそれはきわめて不効率であり、なぜなら測量および工事中に多数の雇員を要するが、完工後はそのほとんどを解雇せざるを得ないので、被雇用者の立場も常に腰掛状態で、それが事業者に対する忠誠心にも響き、事業者も開通後にも時折土木関連の設計を必要とし、そのたびに相応の技術者を招聘し高給を支払わねばならないが、すでに欧米ではこの種の業務を分業的に引き受けるコンサルティング·エンジニアが独立しており、線路の測定から設計、工事監督に至るまですべて事業者の委託に応じ得る設備を有し、高い評価と地位を得ていることに言及。日本においては、設計から完工まで一括して委託する事例はほとんどなく、国家経済の見地からもこの業務の発達を望んでいた。ただしこうした南の構想したような組織、この鉄道工務所のような試みがその当時においても例外にすぎなかった。また、こうした組織が一般化するだけの人材も育っていなかったし、ようやく育ち始めた専門的人材のほとんどは官業に従事しており、そして官であれ民であれ、その仕事を完遂するための資材を供給する産業も未発達であった。ただし鉄道工務所が立ち上げられた時期が日清戦争直後であったことで軍事的、また国策的な意味でも土木事業の拡大が見込まれ、建設システムの強化と合理化が求められ始めてきたと捉えることができ、日露戦争をはさんでその傾向は急速に強まり、国内のみならず海外への土木事業進出が業界を牽引してく。
またこの背景のもとで生まれたのが、菅原恒覧が明治40(1907)年に創業した鉄道工業合資会社であった。その創業に至るまでの経緯をみると、菅原は工部大学校土木学科に学んだが、おりしも帝国大学への編入時にあたり、工科大学土木工学科の第1回卒業生となり、卒業と同時に鉄道局に入職、初任給は月俸110円。仙石貢の下で日本鉄道や甲武鉄道の建設工事にあたった。しかし、海外留学の夢断ちがたく、また薩長閥への反発もあって明治21 (1888)年に古市公威の斡旋を受け、佐賀の建設請負振業社に移るが、その当時、振業社は佐世保軍港の請負仕事で損失を出し、九州鉄道の建設工事に希望をかけており、破格の待遇で菅原を迎えている。菅原は九州鉄道の仕事が一段落した明治24年、振業社から多額の退職金を受け取って甲武鉄道に転じ、翌年建築課長に就任した。そして仕事の合間をみて明治31年、念願の海外視察に出た。翌年に帰国復職すると、甲武鉄道建築課長のまま菅原工業事務所という土木測量設計事務所を開設。これには甲武鉄道の経営にあたっていた雨宮敬次郎の助力が大きかったという。雨宮は関東圏で鉄道経営の成功者として知られ、鉄道以外のインフラ・ビジネスも含めて各方面からの相談に乗っていたとされ、その雨宮が技術関係の問題については菅原へ回すようになり、おかげで菅原工業事務所は多忙になったという。依頼される仕事は当初測量設計に限られていたが、明治35年、博多湾鉄道会社より測量設計から工事監督までの一括依頼が成される。その裏には同社重役の原口要の強力な推挙があったというが、このような包括的委託は業界では当然のこと空前で、これにより建設請負への道が開ける。
明治の末頃には建設請負の開業に興味を示す上級技術者がちらほらと現れていた。それは従来の手間請負とは全く別の、高度な専門性を伴うインフラ建設業の独立でもあった。おりしも菅原は指名入札にかかった善知鳥隧道の落札を狙い、鉄道作業局長の松本荘一郎を訪ねたところ、「立派な工学士で官歴もあり、社へ往っても相当の地位を得られる技術者が、どこの鉄道会請負業者などになる必要があるか……甚だ悲しむべきことであるから再考猛省したが良い」と大反対されたという。そこで菅原はこのような情勢のなか、あえて請負業に進出、明治40年に鉄道工業合資会社を設立、多大な成果と実績を残した。同社設立の目的は、分立する土木建設業者を合同して資本を強力にし、機械設備を充実させて大規模諸工事に対処することにあった。個々の土木建設事業そのものにとどまらず、業界全体への菅原の貢献も大きく、後年には鉄道請負業協会、日本土木建築請負業者連合会や土木工業協会等の会長や理事長などの役職に就き、実質的に業界のリーダーとして活動の先鋒に立った。菅原は長命に恵まれたこともあり、後半生では業界に多大な影響力を持った。その意味では稀有な存在である。
こうして日本の社会全体でみれば、時代が下るにつれて建築分野の総合請負とともに、土木施工部分の一括請負が次第に一般化していく。したがって、土木技術関係の「設計」を専門業務とする組織の普及発展はとりわけ遅れることになった。しかしながら、早い者では1890（明治23）年から展開する工学博士山田寅吉工事事務所や大正期には樺島正義と増田淳らが主宰した橋梁設計事務所などがあり、日本工営の前身企業は外地で水力発電関係を中心とした建設コンサルタント業務に従事し、また後に建設技術研究所所長になる内海清温もやはり水力発電関係のコンサルタントを主宰し、多くの府県市町の技術顧問と政府審議会の委員を委嘱していたのである。 
昭和20年代前半、戦後の復興に際して鉄道や港湾、ダム・河川といった国民生活に不可欠な社会資本の整備が望まれていたが、膨大な業務量への対応とそのなかでの品質確保が課題となる中、敗戦時に外地からの引揚者や軍の技術将校など多くの建設技術者の処遇をどう活用していくかが懸案であった。1946年には旧植民地引揚者の建設関係の技術者を対象として職斡旋と技術力を復興に役立てることを目的に復興建設技術協会が発足している。
そうした中、米軍当局ジョン・フォスター・ダレスから“コンサルタント業や技術の活用”についての勧告が起こる。当初連合国軍最高司令官総司令部は施設設営にあたり日本に建設コンサルタント業がないことに気づき、本国のコンサルタントを利用するか、または戦後建築設計事務所を再開したアントニン・レイモンドに日本の水力開発地点の調査を依嘱したり、日本にある建築設計事務所に在日米軍基地等諸施設建設に伴う土木分野のコンサルティング業務を発注して（たとえば当時日本建設産業、後の日建設計シビルなどへ）いたため、日本の技術者内でもこうした制度の必要性を訴える声が高まる。時の日本政府は実際問題として連合軍の施設設営指令への対応、国土復興のための膨大な事業に直面していたほか、民間企業の設備投資も緊急を要しているものも少なくなかったという。
こうした背景の中で1946（昭和21）年2月には、上記内海の勧めにより、瀨古新助が日本で初めて建設コンサルタント業を専業とする中央開発技術社（現：中央開発）を創設し、印旛沼干拓事業及び只見川水系の電力開発事業に関する測量・調査・設計にあたった。
また戦前は官公庁でも自治体、教職員などで業務の委嘱が必要な場合は専ら嘱託制度を利用していたのであるが、1948年嘱託制度の廃止に関する措置により、嘱託制度自体を廃止にしてしまう。そこで時の政府は、プロジェクトの調査や設計の一部を、当時欧米諸国にならって事業をスタートさせていた上記内海らの企業を建設コンサルタントとして任せていくという方策を検案し制度化しようとする。幸い戦後復興から社会資本整備の事業量は急速拡大、一連の業務のうち整備構想企画等を除き民間技術力の活用を模索する中、1951（昭和26）年6月に日本技術士会が設立し、コンサルティング・エンジニアを「技術士」とする新語を誕生させた。
昭和30年代の高度成長期、産業の発展と都市機能の急速な拡大に伴って社会資本整備の必要性はさらに高まり、建設コンサルタントの需要は急増。こうして昭和34年1月、建設省事務次官通達「土木事業に係わる設計業務などを委託する場合の契約方式等について」が通達される。この通達によって、任意の事業について原則として設計業務を行うものに施工を行わせてはならないという、いわゆる「設計・施工分離の原則」が明確化され、設計業務（調査、計画、設計）を行う国内の建設コンサルタントの確立に向かうことになった。この背景には昭和32年5月に成立した技術士法があった。
この技術士制度は「火曜会相談所」を組織し、欧米諸国の土木技術界に精通していた白石多士良と宗城の兄弟や平山復二郎らが、戦後の技術者のあり方について、欧米式のコンサルティング業、コンサルティングエンジニア制度の導入が不可欠であろうとの結論から導き出されたとされる。早速1951（昭和26）年9月には、白石宗城、アントニン・レイモンド、およびエリック・フロアの均等出資によるPacific Consultants Inc.をアメリカに登記し、体制を整え始めた（日本法人は現パシフィックコンサルタンツ）。さらに平山らは技術士制度の実現に尽力。国会等で「戦前、どうして技術士の制度がなかったかは、日本は技術の輸入国であり輸出国ではなかった（中略）。欧米の技術や技術者を高く評価しても、日本のそれを一段低くみてきた傾向が、技術士制度の発展しなかった理由である（中略）」さらに、質疑でアメリカ合衆国のコンサルタントが一つの設計を決めていくやり方、また技術士が設計などをやるときの覚悟の違いをスポーツのプロを事例に掲げ、「技術サービスの質と信用が違う（中略）」と力説する平山については 『国土を創った土木技術者たち』、国土政策機構編、鹿島出版会 に詳しい。
技術士法は原案から6年かけて1957（昭和32）年5月20日に法律第124号として無事制定される。たが昭和29年の国会審議においては審議未了で廃案になっている。技術士法成立に奔走した平山はその際に、「省があって国がない」といったといわれる。
その後先行する国内のコンサルタント会社12社で建設コンサルタンツ協会が昭和36年4月に設立され、昭和38年には建設大臣の許可を受けて社団法人化する。同年9月中央建設業審議会から「建設コンサルタントの育成対策について」として、建設コンサルタントの活用をはかること、および発注者の便宜のため一定の技術的能力を有する者に限って登録を実施すべきこと、との答申が出されることとなる。これを受けて、建設コンサルタントの業務内容等を公示し、これらの建設コンサルタントを利用する発注者の保護と利便をはかるとともに、併せて建設コンサルタントの健全な発展に資するため、昭和39年4月建設大臣から「建設コンサルタント登録規程」が告示され、建設コンサルタント登録制度が創設、これを契機に建設コンサルタントは飛躍的な発展を遂げる。

## 関連業種
- 建設業・工務店
- 総合建設業…いわゆるゼネコン
- 測量士
- 建築士事務所・建築設計事務所
- シンクタンク